# P-groupe

En mathématiques, et plus précisément en algèbre, un p-groupe, pour un nombre premier p donné, est un groupe (fini ou infini) dont tout élément a pour ordre une puissance de p. Les p-sous-groupes de Sylow d'un groupe fini sont un exemple important de p-groupes.

## Propriétés
- Tout sous-groupe et tout quotient d'un p-groupe est un p-groupe.
- Réciproquement, si H est un p-sous-groupe normal d'un groupe G et si le quotient G/H est un p-groupe, alors G est un p-groupe.
- On peut tirer du point précédent qu'un produit semi-direct de deux p-groupes est un p-groupe.
- La somme restreinte d'une famille (finie ou infinie) de p-groupes est un p-groupe.
- Un groupe fini est un p-groupe si et seulement si son ordre est une puissance du nombre premier p.
- Dans un p-groupe, si l'indice d'un sous-groupe est fini, alors cet indice est une puissance de p.
- Tout p-groupe fini non trivial possède un centre non trivial (par trivial, on entend réduit à l'élément neutre).
- Tout p-groupe fini est nilpotent donc résoluble.
- Soit G un p-groupe fini d'ordre pn. Pour tout nombre naturel r inférieur ou égal à n, G admet au moins un sous-groupe d'ordre pr[2].

- Tout p-groupe fini non abélien possède au moins un[4] automorphisme non intérieur d'ordre une puissance de p.
- Tout automorphisme d'un p-groupe G d'ordre pn induit un automorphisme du quotient de G par son sous-groupe de Frattini Φ(G) = Gp[G, G]. Ce quotient est un groupe abélien élémentaire (ℤ/pℤ)d, dont le groupe d'automorphismes est GL(d, Fp), d'ordre (pd – 1)(pd – p)(pd – p2) … (pd – pd–1). Le noyau du morphisme canonique de Aut(G) dans Aut(G/Φ(G)) a pour ordre[5] un diviseur de pd(n–d).
- L'exposant d'un p-groupe est une puissance de p.

Remarque : tout groupe d'ordre p2 est soit cyclique, soit produit de deux groupes cycliques d'ordre p.